# Lycée professionnel Georges-Brière
Le  Lycée professionnel Georges Brière est un établissement public d’enseignement professionnel situé à Reims au 2 rue Vauban à Reims.
L'établissement est nommé d'après un militaire rémois, médaillé Croix de Guerre 39/45 avec palme décédé le 25 novembre 1944.
Il dispose du label "Lycée des métiers".

## Historique
A l’origine le lycée était le lycée technique de Val de Murigny, construit en 1987, par l’architecte René Dotelonde.
Un premier rapprochement est évoqué en 2006 avec le lycée Croix Cordier.
Dans le cadre de la fusion, réalisé en 2012, du lycée Croix Cordier situé à Tinqueux et du lycée Val de Murigny situé à Reims, il est renommé « Lycée professionnel Georges Brière » et inauguré officiellement en janvier 2013.
En septembre 2018, le regroupement entre le lycée Croix-Cordier à Tinqueux et de le lycée du Val-de-Murigny à Reims est terminé et réalisé sur le seul site du Lycée Georges Brière.
Plurial Novilia est chargé de la déconstruction du site de l’ex- lycée Croix-Cordier à Tinqueux.
Un projet d’écoquartier est prévu avec près de 370 nouveaux logements.

## Georges Brière
Georges Brière est né le 24 décembre 1922 à Reims dans la Marne.
Il a été décoré de la Médaille militaire, de la Croix de Guerre 39-45 avec étoile, de la Croix de guerre 1939-1945 avec palme et cité à l'Ordre de l'Armée de Mer, à l'Ordre du Régiment et à l'Ordre de la Division. Il est décédé le 25 novembre 1944.
Il fait partie des représentants de tous les corps de troupe de la France Libre qui reposent dans la crypte du Mémorial de la France combattante.

Seize corps y symbolisent les différentes formes de combat pour la libération de la France.
Il a été choisi pour immortaliser le sacrifice de tous les "Marins morts pour la Libération de la France".
La ville de Reims honore sa mémoire en janvier 2013, donnant le nom de "Georges Brière" à l’ensemble des lycées "Croix Cordier" et "Val de Murigny", fusionnée constituant ainsi un lycée polyvalent.

## Architecture

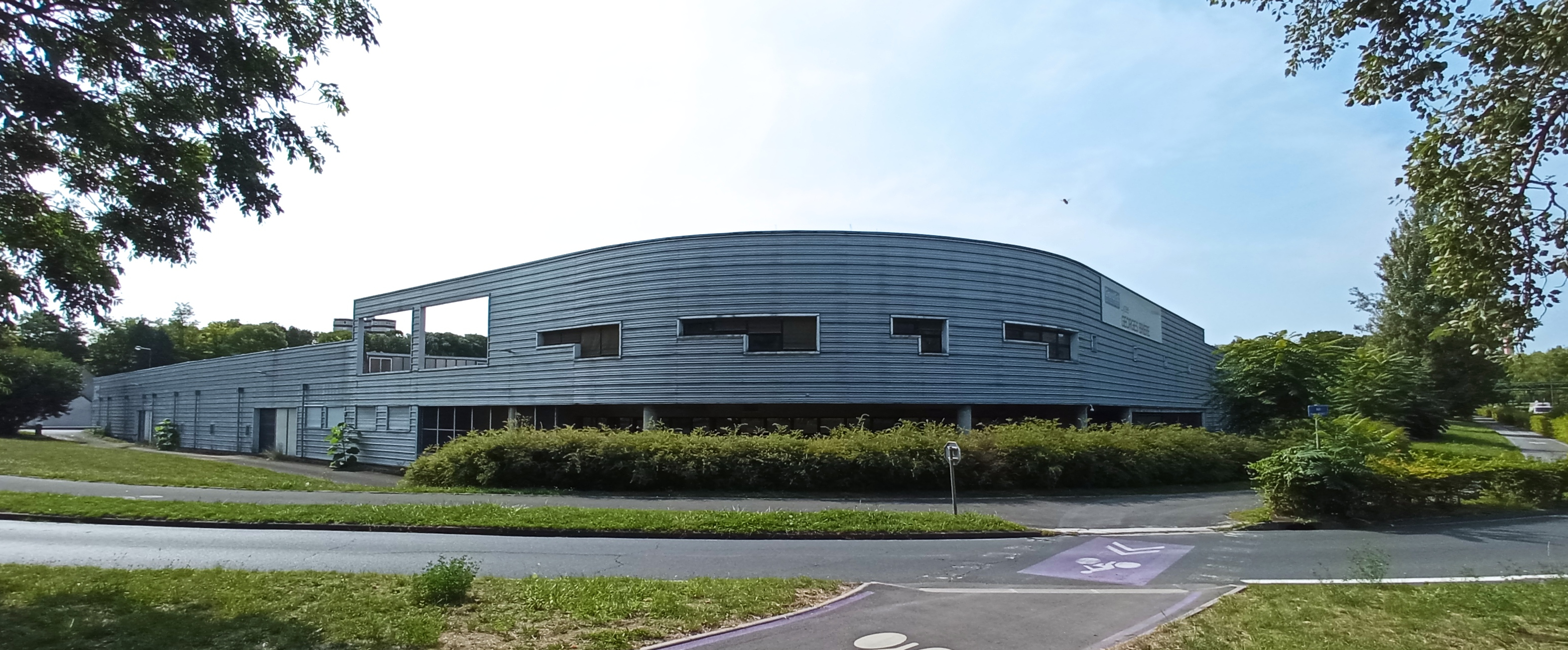
Bâtiment à l'angle des rues de Champagne et Pierre-Mehault.

### Contexte
Ce lycée fait partie des premières constructions d'établissements scolaires qui sortent du système industrialisé et qui ont recours à appel à candidature d'architectes.

### Les Bâtiments
Le lycée technique de Val de Murigny a été construit, en 1987 par l’architecte René Dotelonde.
Il est situé entre l’avenue de Champagne et la zone pavillonnaire de Murigny Sud. Coté avenue de Champagne, la vue est de type industriel avec un bardage tout le long de l’avenue. Côté rue Vauban, le bâtiment est relativement sobre rehaussé par du bleu sur les habitations du corps enseignant et jaune sur la façade du bâtiment.

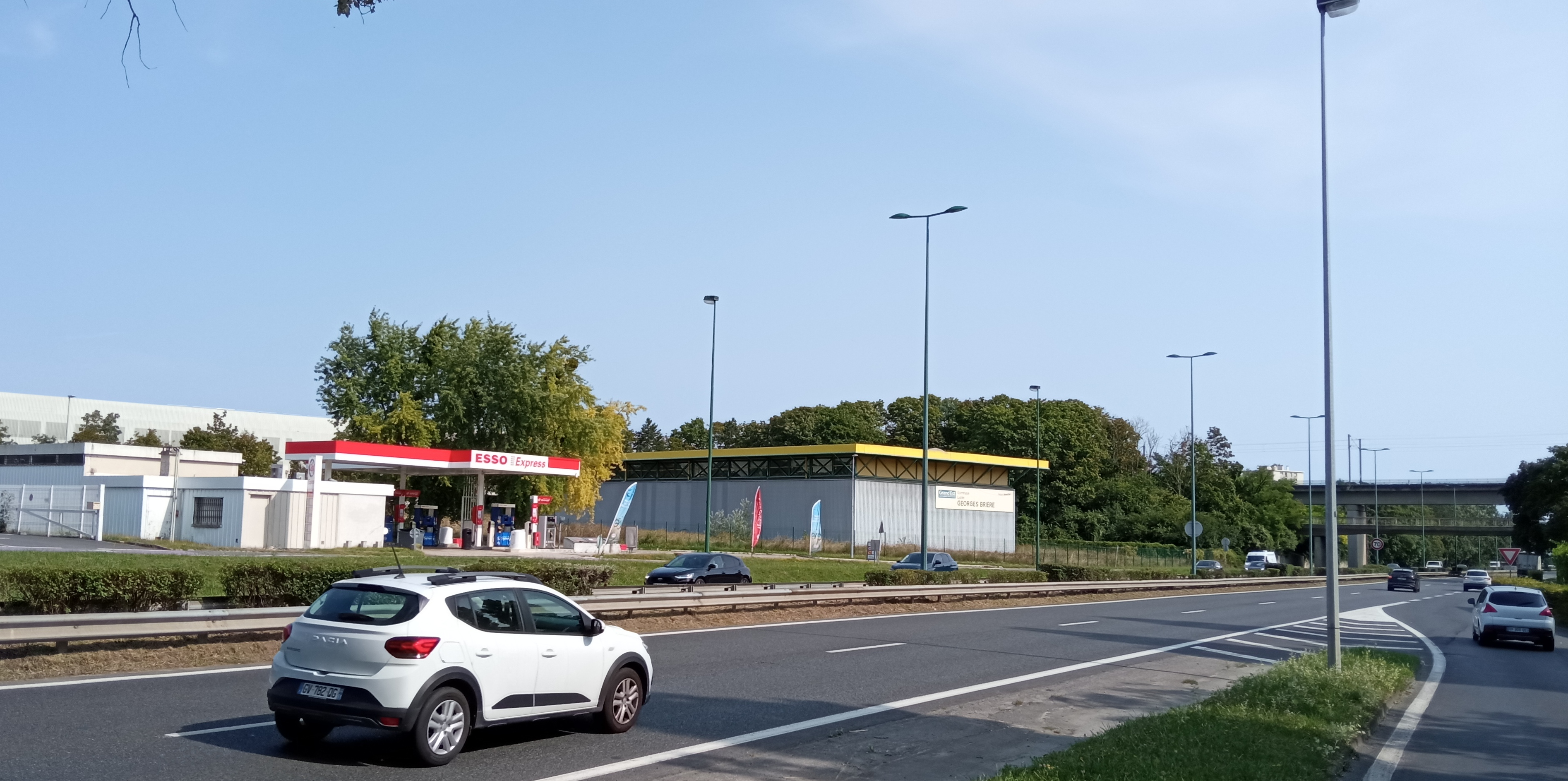
vue de son gymnase.

### Œuvre au titre du 1%
Au titre du 1%, le sculpteur Sylval (1956) a réalisé, en 1987, une sculpture « La Main » en résine chargée de poudre de granit. Elle a disparu à la suite d'un acte de vandalisme.

## Enseignements
En tant qu'établissement d'enseignement professionnel, le lycée Georges Brière est spécialisé dans les domaines des métiers du numérique et de la transition énergétique, des métiers du pilotage et de la maintenance d’installations automatisées et des métiers des industries graphiques et de la communication.

## Culture
Le lycée Georges Brière compte une Maison des lycéens.